# Großsteingrab Wohsen
Das Großsteingrab Wohsen ist eine megalithische Grabanlage der jungsteinzeitlichen Trichterbecherkultur bei Wohsen, einem Ortsteil von Eixen im Landkreis Vorpommern-Rügen (Mecklenburg-Vorpommern).

## Lage
Das Grab liegt etwa 1 km nordöstlich von Wohsen in einer Bauminsel auf einem Feld. 2,4 km nordwestlich befinden sich die Großsteingräber bei Semlow.

## Beschreibung
Auf einem Hügel liegen mehrere große Steine, die keinen genauen Rückschluss auf das ursprüngliche Aussehen des Grabes zulassen. Bei zwei tief in der Erde steckenden Steinen könnte es sich um Wandsteine handeln. Zwei größere Steine dürften als Decksteine anzusehen sein. Einer weist mehrere Schälchen auf, der andere Spuren einer versuchten Sprengung.